# Scaphyglottis bicallosa
Scaphyglottis bicallosa é uma espécie de orquídea epífita, família Orchidaceae, que habita a Costa Rica.